# Marcel Maas (stemacteur)
Marcel Maas (Leiden, 2 september 1954 – aldaar, januari 2020) was een Nederlandse stemacteur. Hij heeft ook verschillende hoorspelen geschreven.

## Hoorspelen

### Acteur
- Het geheim van de kaarten

### Stem
- 101 Dalmatiërs II: Het avontuur van Vlek in Londen, stem van Pongo (2003)
- 101 Dalmatiërs, stem van Pongo (1995)
- Mickey Mouse (1980–1996)

### Vertaler
- Hooikoorts - origineel geschreven door Noël Coward[2]